# Verordnung (EG) Nr. 2257/94
Die Verordnung (EG) Nr. 2257/94 war eine Verordnung der EU-Kommission, die die Eigenschaften und Klassifizierungen eingeführter Bananen rechtlich verbindlich beschreibt. Dieser Norm entsprechende Bananen wurden scherzhaft auch als Eurobananen bezeichnet. Am 8. Januar 2012 ist die Verordnung außer Kraft gesetzt und durch die Durchführungsverordnung (EU) Nr. 1333/2011 ersetzt worden.

## Bestimmungen
Ziel der Verordnung (EG) Nr. 2257/94 war es, die Bestimmungen der einzelnen Mitgliedsstaaten der Europäischen Union für Importbananen zu vereinheitlichen und einen Mindeststandard einzuführen, um die Qualität und den reibungslosen Transport der Früchte zu gewährleisten.

### Größe
Laut der Verordnung mussten Bananen, die in die EU eingeführt wurden, sowie innerhalb der EU produzierte Bananen eine Länge von mindestens 14 cm und eine Dicke von mindestens 27 mm besitzen.

### Zustand
Sie mussten außerdem unbeschädigt sein (intakte Schale, keine Druckstellen, kein Schimmel, kein abgeknickter Stiel etc.), durften nicht gereift sein (grüne Farbe der Schale) und mussten frei von Missbildungen oder unnormalem Wuchs sein. Die so genannten Bananenhände oder Cluster (mehrere Früchte an einem Stielstück) mussten über ein unversehrtes Stück Krone mit glatter Schnittstelle verfügen, die die einzelnen Bananen zusammenhält. Ferner mussten die Bananen einen Reifegrad haben, der es erlaubt, sie zu transportieren und anschließend fertig reifen zu lassen.
Bananen wurden entsprechend ihrer äußerlichen Eigenschaften in drei Klassen eingeteilt:
- Bananen der Klasse „Extra“ durften nur marginale Schäden aufweisen, die nicht mehr als 1 cm² betragen; außerdem mussten sie die für ihre Sorte typischen Merkmale aufweisen.
- Die Klasse I umfasste Bananen mit leichten oberflächlichen Schäden und Verformungen, ansonsten aber typischen Merkmalen.
- Unter Klasse II fielen schließlich alle Bananen, die die Kriterien der höheren Klassen nicht erfüllen, jedoch ansonsten mit den Bestimmungen der Verordnung konform gehen.

### Verpackung und Aufmachung
Die Bestimmungen sahen vor, dass jeder Cluster mindestens vier Bananen besitzen muss. Die Packungen mit den Clustern mussten außerdem ausreichend gekennzeichnet werden hinsichtlich der Art des Produkts, Herkunft, Gewicht und Güteklasse.

### Ausnahmen
Für Bananen, die in bestimmten Anbaugebieten innerhalb der EU (wie auf Kreta oder Madeira) erzeugt werden, gab es Sonderregelungen. Sie durften die zulässigen Mindestgrößen unterschreiten, da die dort angebauten Bananen die Normgröße in der Regel nicht erreichen. Allerdings fallen sie dann automatisch unter Klasse II.
Mehlbananen, Feigenbananen sowie Bananen, die der industriellen Weiterverarbeitung dienen, fielen nicht unter die Verordnung.

## Überprüfung der Kriterien

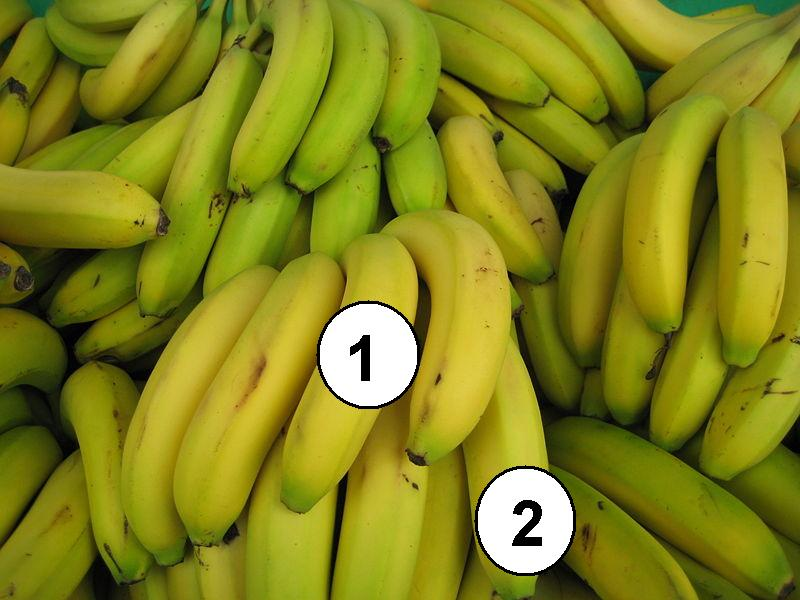
Maßgeblich für die Erfüllung der Verordnungskriterien: mittlere (1) und äußere (2) Banane.

Das Messverfahren wurde dabei insofern vorgeschrieben, als die Länge der Frucht über ihre Außenwölbung vom Stielansatz bis zum Blütenende gemessen und die Dicke der Frucht durch den Durchmesser in der Mitte der Frucht bestimmt wurde. Maßgeblich für die Messung waren dabei die mittlere Banane der äußeren Reihe sowie die äußerste Frucht der äußeren Reihe.

## Kritik
Häufig wird die Verordnung in den Medien und in der Öffentlichkeit als Beispiel für überbordende Bürokratie und „Regelungswahn“ in der EU herangezogen. Dabei wird auch oft behauptet, die EU schreibe den Krümmungsgrad der importierten Banane vor. Dieser wird jedoch in der Verordnung nicht erwähnt.
Nichttarifäre Handelshemmnisse wie die Bananenverordnung werden auch oft als Benachteiligung von Nicht-EU-Staaten kritisiert, weil sie den freien Handel mit ausländischen Anbietern erschweren.